# 北日本放送制作昼の帯ドラマ
北日本放送制作昼の帯ドラマ（きたにほんほうそうせいさくひるのおびドラマ）は、1972年4月3日から1974年3月まで北日本放送制作・日本テレビ系列の平日13:45 - 14:00（JST）に放送された昼ドラの放送枠である。
なお第5作『瀬戸の恋歌』は北日本放送制作ではなく、広島テレビ制作番組ではあるが、便宜上本項に記述する。

## 歴史
1968年に13時枠（NTV制作）と13:30枠（よみうりテレビ制作）の2本の昼ドラが廃枠となり、3年半日本テレビの平日13時台には昼ドラが設定されていなかったが、1971年春の改編で放送枠が15分になった演芸番組『ライオンお笑いネットワーク』（YTV制作）が翌1972年春の改編で放送枠が移動したことに伴い、新たに系列局の北日本放送が制作する昼ドラを設定した。ローテーションは3ヶ月サイクルとした。
だが放送はわずか2年・総8本で廃枠、終了後は『お笑いネットワーク』が再び25分枠に拡大した。そして1975年3月に『お笑いネットワーク』が終了すると、平日13:30枠に『愛のサスペンス劇場』（NTV制作）として、昼ドラが三度復活した。

## 放送作品一覧

### 1972年
- 夕映えの女（1972年4月3日～6月30日）
- 城下町の女（1972年7月3日～9月29日）
- 続・城下町の女（1972年10月2日～12月29日）

### 1973年
- 渓流の女（1973年1月1日～3月30日）
- 瀬戸の恋歌（1973年4月2日～6月29日） - これのみ広島テレビ制作（但し同局ではフジテレビ系列同時ネット枠だったため、午前中に先行放送）。
- 海鳴りの女（1973年7月2日～9月28日）
- 昼さがりの化粧（1973年10月1日～12月28日）

### 1974年
- 藍は愛ゆえに（1974年1月4日～3月）

## 提供
- 前期は吉田工業（現：YKKグループ）を筆頭とした複数社提供だったが、後期はスポンサーの無いPT番組となった。

## その他
当時日本テレビ系列局の無かった石川県では、石川テレビで月曜 - 金曜 14:30 - 14:45にて『城下町の女』を放送していた。一方の新潟県では、新潟放送で月曜 - 金曜 14:15 - 14:30に『城下町の女』を1972年に、『藍は愛ゆえに』を1981年にそれぞれ放送していた。前者については、当時日本テレビ系列に加盟していた新潟総合テレビが３系列のクロスネットで編成に余裕が無かったためによるネットであった。長野県では信越放送で『夕映えの女』（月曜 - 金曜 14:15 - 14:30）と『瀬戸の恋歌』（月曜 - 金曜 14:00 - 14:15）の放送実績がある。
広島テレビはフジテレビ系列とのクロスネット局だったため、10:30 - 11:00に先行ネットしていたが、『瀬戸の恋歌』は自社制作のため逆に北日本放送・日本テレビ・読売テレビなどのネット局側が時差ネット扱いだった。